# 岑耀信
岑耀信勳爵（英語：Jonathan Philip Chadwick Sumption, Lord Sumption，1948年12月9日—）是一位英国法官和中世纪历史学家。

## 司法生涯
岑耀信1948年出生於英國倫敦，1970年畢業於牛津大學莫德林學院，專攻中世紀歷史。1971至1975年間為莫德林學院院士。其後他進入法律界，在1975年於內殿律師學院獲認許為大律師後，開始私人執業，主要從事商業法和公法。
1986年，岑耀信獲得御用大律師資格，並於1992年獲委任為英格蘭及威爾斯高等法院暫委法官，1993至2001年間擔任英國皇室法庭特委法官，亦於1995年至2011年出任澤西及根西上訴法院法官。
2012年，岑耀信獲委任為英国最高法院大法官，是最高法院自2009年成立以來第一位以大律師身份直接獲委任為最高法院大法官的人，並於2018年因他年屆七十而退休。
2019年12月18日，岑耀信獲香港特區政府委任為終審法院非常任法官。
2022年3月31日 ，英國最高法院正副院長韋彥德及賀知義宣佈請辭香港終審法院法官後，岑耀信等五名英國非常任法官在明報發表聲明表示將留任終審法院，指出在香港的關鍵時刻會支持法庭維護法治。
2024年6月6日，岑耀信與另一位英籍非常任法官郝廉思勳爵一同請辭。

## 歷史研究
岑耀信在從事法律的同時，亦繼續在莫德林學院的歷史研究，期間出版了多部關於歐洲中世紀、英法百年戰爭的著作。
2024年4月，岑耀信獲選莫德林學院榮譽院士。

### 主要著作
岑耀信主要作品有《百年战争五部曲》（The Hundred Years War），包括《战争的试炼》（Trial by Battle）、《烈火的审判》（Trial by Fire）、《分裂的王朝》（Divided Houses）、《受诅咒的国王》（Cursed Kings）、《勝利與幻象》（Triumph and Illusion）。前兩部著作《战争的试炼》《烈火的审判》已由社会科学文献出版社甲骨文丛书推出簡體中文翻譯版。

## 觀點
2021年3月18日，岑耀信在英國《泰晤士報》發表社評文章《英國應避免破壞香港的司法制度》（Britain should avoid undermining the Hong Kong judiciary）指出，在港區《國安法》頒佈後，英國政府鼓動英籍法官撤離、針對香港司法機構開展政治杯葛，他認為這是混淆「民主」與「法治」，他認為香港常設司法機構致力維護司法獨立和法治，中國和香港政府沒有干預司法獨立。
2024年6月10日，在辭任終審法院非常任法官後，岑耀信在英國《金融時報》發表題爲「香港法治岌岌可危」的觀點文章，稱「香港法治處於危險之中」（The rule of law in Hong Kong is in grave danger）。他表示「香港曾經充滿活力，而且政治上多元化，但正在慢慢步入成為極權社會；只要是政府強烈關注的領域，其法治都會受到嚴重損害」；他指出《港區國安法》及英治時期建立的煽動叛亂相關條文，嚴重限制法官作出決定的自由，而且，「如果中國方面不喜歡香港法院的判決，可以透過全國人大常委會的『解釋』去推翻」，「不斷有聲音要求司法要『愛國』，本地的法官如要逆流而上需要非凡勇氣。與海外法官不同，他們無處可去」；《基本法》和《港區國安法》保障言論和集會自由流于表面；高等法院在民主派初選相關的香港47人案的裁決，在法律上站不住腳等。其後香港特區政府於翌日凌晨發表聲明反駁，港澳辦、國安公署、中聯辦等中央政府機構亦先後發聲明譴責岑耀信。

## 其他
2015年，《衛報》的一篇專訪把岑耀信譽為「英國的大腦」。他會講流利的英語、法語和意大利語，會讀西班牙文、荷蘭文、葡文、加泰隆尼亞文及拉丁文，以及少量希臘文，德語則仍在學習。
岑耀信愛聽歌劇，亦是皇家音樂學院理事以及英格蘭國家歌劇團總監。